# Richard Garneau
Richard Garneau OC OQ (Quebec, 15 de julho de 1930 – Quebec, 20 de janeiro de 2013) foi um escritor e jornalista esportivo canadense radicado em Quebec.
Mais conhecido por ser o apresentador de La Soirée du hockey, um popular programa de televisão dedicado ao hóquei sobre o gelo levado ao ar no Canadá francês, durante uma carreira de mais de 50 anos ele cobriu 23 Jogos Olímpicos de Verão e de Inverno – o primeiro deles Roma 1960 – 4 Jogos Pan-americanos e 7 Jogos da Comunidade Britânica.
Em 2000 foi feito Cavaleiro da Ordem Nacional de Quebec, em 2005 condecorado com a Ordem do Canadá e em 2014, durante os Jogos Olímpicos de Inverno de Sochi, foi postumamente agraciado com a Medalha Pierre de Coubertin pelo Comitê Olímpico Internacional, pelos serviços prestados por toda uma vida profissional dedicada aos esportes olímpicos.